# Ubuntu Foundation

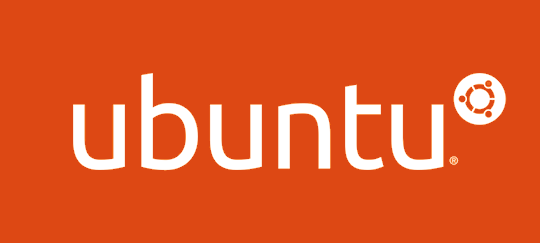
Ubuntu Logo, 2013

Die Ubuntu Foundation ist eine Stiftung, die von Mark Shuttleworth und Canonical am 1. Juli 2005 gegründet und mit einem Kapital von 10 Millionen US-Dollar versehen wurde. Anlass war die Ankündigung verlängerten Supports für Ubuntu.
Die Stiftung auf der Isle of Man soll den langfristigen Support sicherstellen und einstweilen nur Spenden entgegennehmen, mit denen sie Zuarbeiter unterstützt. Satzung und Bilanzen einer Stiftung werden auf der Isle of Man vertraulich behandelt. Ursprünglich sollte bei der Stiftung ein gutes halbes Dutzend Programmierer angestellt sein.